# Molophilus unistylus
Molophilus unistylus là một loài ruồi trong họ Limoniidae. Chúng phân bố ở miền Australasia.